# فرشته (فیلم ۱۹۸۷)
«فرشته» (انگلیسی: Angel (1987 film)) فیلمی در ژانر اکشن و رزمی است که در سال ۱۹۸۷ منتشر شد.